# Nowy Styl
Nowy Styl (ehemals Nowy Styl Group) ist ein Produzent von Einrichtungen für Büros und öffentliche Räume sowie Forschungs- und Beratungsdienstleister im Bereich Arbeitsstilanalyse. Das Unternehmen wurde im Jahr 2016 im europäischen Ranking FEMB auf Platz 3 der führenden Unternehmen gelistet. Es verfügt über ein internationales Vertriebsnetz mit Niederlassungen in 16 Ländern.

## Geschichte
Nowy Styl wurde im Jahr 1992 im polnischen Krosno von den Brüdern Adam und Jerzy Krzanowski gegründet, heute Vorstandsvorsitzender und stellvertretender Vorstandsvorsitzender des Unternehmens. Zusammen mit ihrem amerikanischen Partner Ronald Stern sind sie die einzigen Anteilseigner.
2011 übernahm das Unternehmen die Firma Sato Office, einen deutschen Hersteller für Sitzmöbel und Inhaber der Marke Grammer Office. Im Jahr 2013 folgte die Akquisition eines weiteren deutschen Büromöbel- und Stuhlherstellers – Rohde & Grahl.
2014 erwarb Nowy Styl 50 % an dem türkischen Fertigungs- und Vertriebsunternehmen TCC (The Chair Company). 2015 kam mit der Schweizer SITAG AG ein weiteres Unternehmen zum Konzern. 2018 erlangte Nowy Styl den Mehrheitsanteil (60 %) von Stylis Dubai, ein Unternehmen, das zusammen mit einem Handelspartner im Mittleren Osten gegründet wurde. Im Januar 2019 wurde das deutsche Unternehmen Kusch+Co. Teil des Konzerns. Im Juni desselben Jahres übernahm Nowy Styl den französischen Marktführer Majencia, der ebenfalls in der Büromöbelbranche tätig ist.

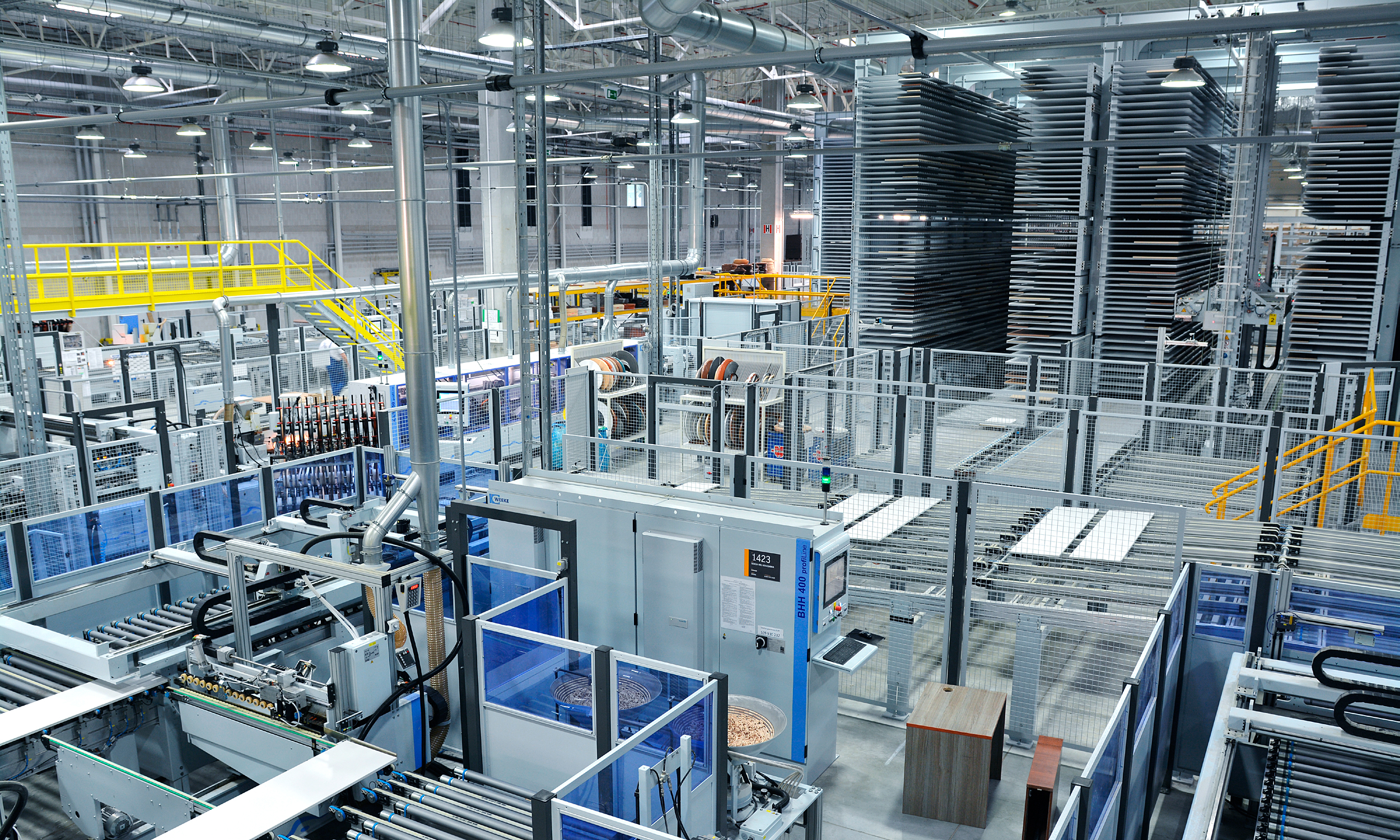
Das Büromöbelwerk von Nowy Styl im polnischen Jasło wurde im September 2014 eröffnet.

Weitere Marken mit internationaler Ausrichtung sind Kusch+Co by Nowy Styl, Forum by Nowy Styl und Sohos by Nowy Styl sowie regional vertretene Marken wie Sitag by Nowy Styl in der Schweiz und Stylis Hotel Solutions im Mittleren Osten. Die bisherigen Marken BN Office Solution, Grammer Office und Rohde & Grahl wurden in die internationale Marke Nowy Styl integriert. In Folge des Rebranding-Prozesses erfolgte im November 2020 die Umfirmierung der Tochtergesellschaft Rohde & Grahl GmbH zu Nowy Styl Deutschland GmbH.

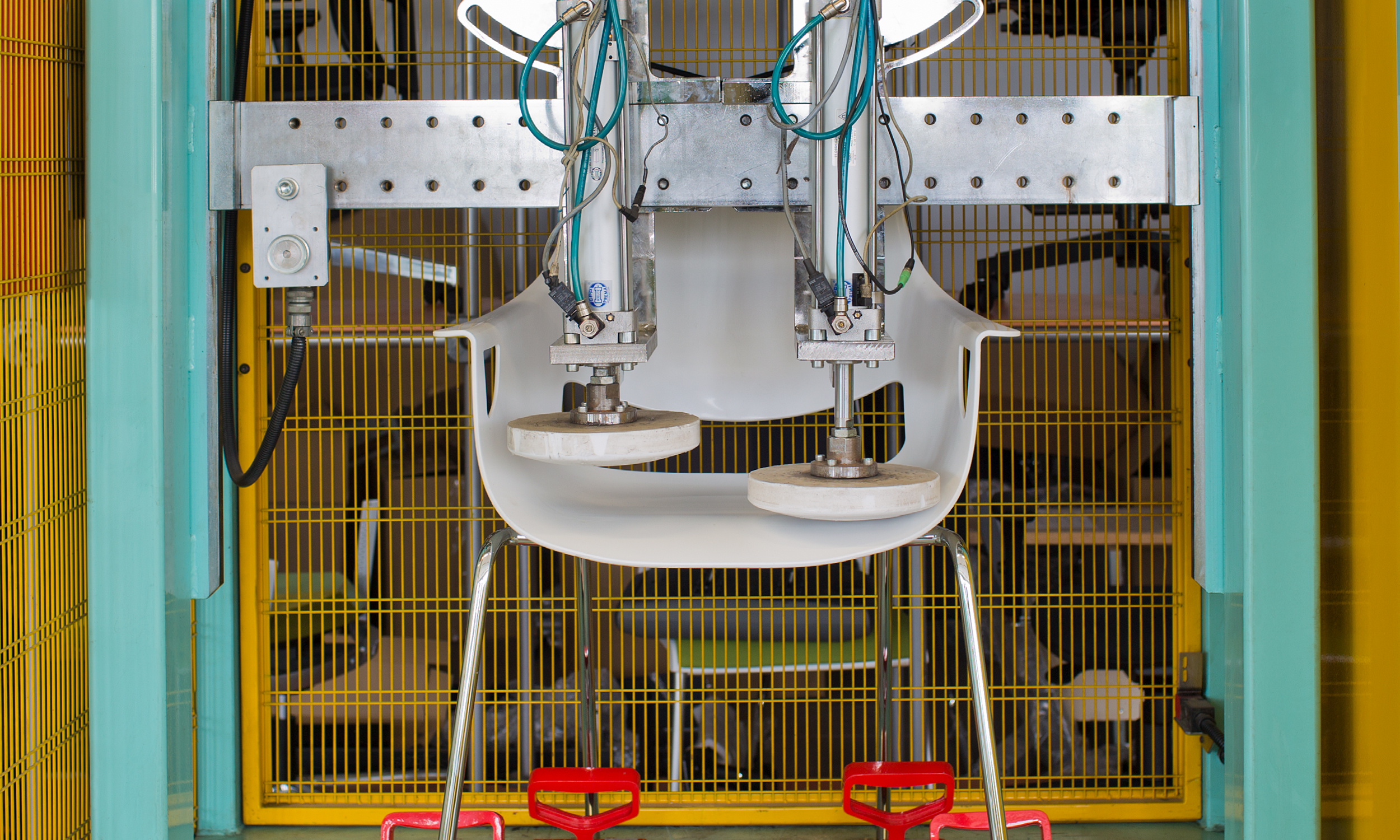
Internes Forschungs- und Entwicklungszentrum

Das Unternehmen beschäftigt rund 7.000 Mitarbeiter, verteilt auf zahlreiche Niederlassungen: Polen, Deutschland, den Niederlanden, Frankreich, Schweiz, Österreich, Belgien, dem Vereinigten Königreich, der Tschechischen Republik, Slowakei, Russland, Ukraine, Türkei, Kasachstan, Ungarn und den Vereinigten Arabischen Emiraten. Der Produktionsschwerpunkt befindet sich im polnischen Karpatenvorland; vier Werke in Jasło und eines in Rzepedź, mit einer Gesamtfläche von fast 100.000 m², darunter die im Jahr 2014 eröffnete, vollständig automatisierte Büromöbelproduktion. Weitere Produktionsstätten befinden sich in Deutschland (Voigtei/Steyerberg, Ebermannsdorf, Hallenberg), Frankreich (Noyon, Bressuire), der Schweiz (Sennwald), Russland (Shebekino), der Ukraine (Charkiw) und der Türkei (Bursa).
In Jasło (Polen) verfügt das Unternehmen über ein eigenes Forschungs- und Entwicklungszentrum zum Ausbau und Test von Produktionstechnologien und Produktlösungen. Nowy Styl arbeitet außerdem mit Universitäten und Forschungsinstituten zusammen, unter anderen der AGH University of Science and Technology in Krakau, der Kozminski University, der University of Technology in Rzeszów, der University of Economics in Krakau, der State Higher Vocational School in Krosno, der Warschauer University of Life Sciences und der University of Information Technology and Management in Rzeszów. Das Unternehmen nutzt die Forschungsinfrastruktur dieser Institutionen, ist fachkundiger Partner für relevante Lehrveranstaltungen und Spezialisierungen und bietet Praktika für Studierende an.

## Produkte
Das Unternehmen bietet neben Büromöbelsystemen auch Akustikprodukte und Einzelprodukte wie Bürodrehstühle, Sofas, Sessel und andere Möbel für Besprechungsbereiche, Konferenzräume, Rezeptionen und Cafés.
Das Produktangebot wurde durch Akquisitionen um mobile Tribünen, Systeme und Sitze für Hörsäle, Sportstätten, Kinos, Terminals und Hotels erweitert; des Weiteren um Ausstattung von Krankenhäusern und anderen medizinischen Einrichtungen sowie Pflegeheimen.

## Preise und Auszeichnungen

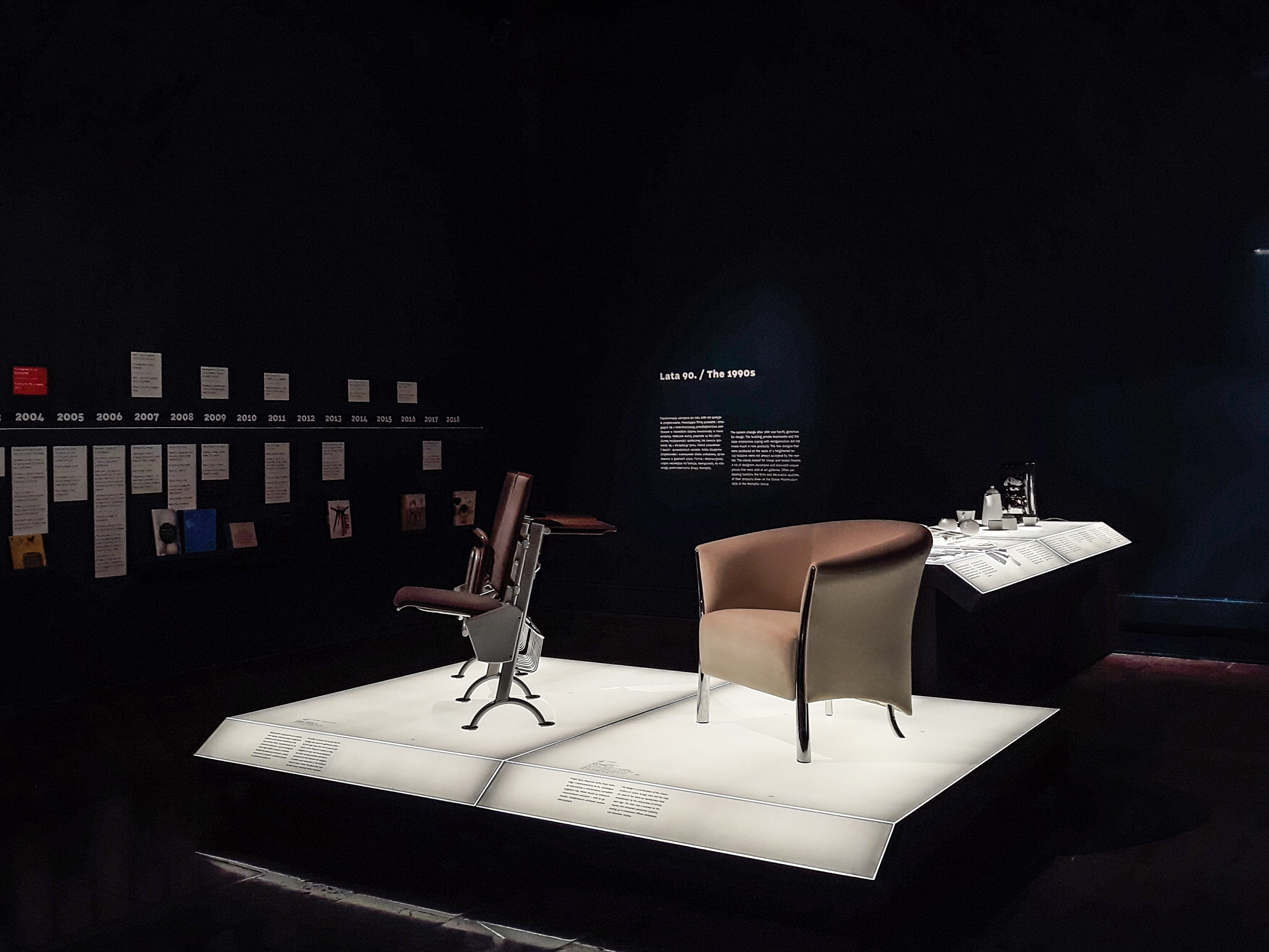
Die Produkte Cello und Vision sind in einer Ausstellung im Nationalmuseum Kraków zu sehen

Zu den wichtigsten Preisen und Auszeichnungen zählen: Red Dot Design Award (2016 – Play&Work, SitagTeam), German Design Award (2021 – 7900 Creva soft, 2020 – Play&Work Soft Seating, CS5040; 2019 – Xilium, LinkUP, 8600 Lupino; 2018 – Play&Work), Iconic Awards: Innovative Interior (2020 – Xilium, Play&Work Soft Seating; 2017 – Levitate, Tapa), iF Design Award (2016 – CX3200)
- 2019 – BrandMe CEO Award und die 21st Century Leaders Auszeichnung, verliehen vom Forbes Magazine an Adam und Jerzy Krzanowski[10]
- 2019 – Platz 1 in der Polish Ambassador Liste laut Angabe von “Wprost” weekly[11]
- 2017 – Leader of Sustainable Development 2017 vergeben durch den Executive Club[12]

- 2016 – Leaders of Tomorrow 2016  – Auszeichnung verliehen an Adam und Jerzy Krzanowski in einem Wettbewerb organisiert vom ICAN Institute und Harvard Business Review Polska
- 2015 – 2015 Visionärs-Auszeichnung gewonnen in einem Wettbewerb vom “Dziennik Gazety Prawnej”
- 2014 – Entrepreneur of the Year 2014, verliehen an Adam Krzanowski

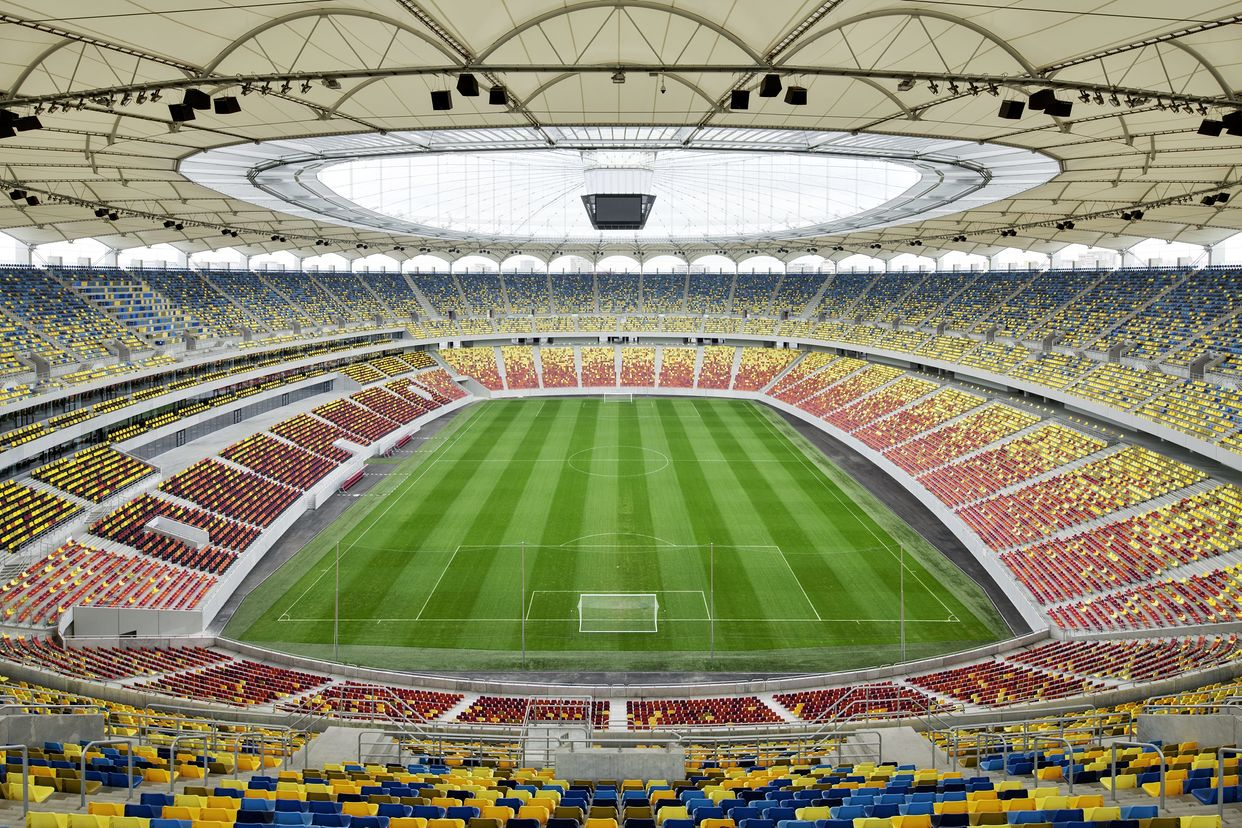
Arena Națională in Bukarest

## Internationale Projekte
Zu den Referenzen von Nowy Styl zählen viele internationale Unternehmen, unter anderem DS Smith, Honeywell, T-Mobile, Deloitte oder ABB, als auch kulturelle Einrichtungen, wie das Nationale Symphonieorchester des Polnischen Rundfunks oder die Bayerische Staatsoper in München. Stadien in Polen und Frankreich, in denen 2012 bzw. 2016 die Fußball-Europameisterschaft ausgetragen wurde, sind mit Sitzlösungen der Marke Forum by Nowy Styl ausgestattet (in Polen: Nationalstadion, PGE Arena Gdańsk, Städtisches Stadion in Warschau und das Stadion in Posen; in Frankreich: Allianz Riviera in Nizza und Parc OL in Lyon). Im Jahr 2017 lizenzierte Nowy Styl die Produktion seiner Stadionsitze an den katarischen Hersteller Coastal Qatar, mit dem das Unternehmen gemeinsam den Auftrag zur Stadionbestuhlung von sechs der sieben Stadien für die Fußball-Weltmeisterschaft 2022 in Katar erhielt.